# Lothar Warneke
Lothar Warneke, né le 15 septembre 1936 à Leipzig (Allemagne) et mort le 5 juin 2005 à Potsdam (Allemagne), est un réalisateur, scénariste et acteur est-allemand et allemand. Il fait partie de la jeune génération de cinéastes apparue dans les années 1960 (avec Rainer Simon et Roland Gräf, par exemple). Il participe à l'émergence, dans les années 1970, d'un style réaliste proche du documentaire, notamment avec Dr. med. Sommer II. Il signe plusieurs films importants pour la DEFA, compagnie nationale de la République démocratique allemande.

## Biographie
Après l'obtention de son baccalauréat en 1954, Lothar Warneke effectue à la fin des études de théologie à l'Université de Leipzig. Il abandonne le vicariat  pour étudier la mise en scène à l'École de cinéma de Babelsberg de 1960 à 1964. Dans les années suivantes, il est assistant pour des réalisateurs comme Kurt Maetzig ou Egon Günther. Il passe à la réalisation en 1969, au moment où la DEFA cherche à se renouveler après une période de censure (1965-1966).
Après une comédie policière parodique (Mit mir nicht, Madam !), Lothar Warneke adopte un ton plus personnel avec Dr. Med. Sommer II en 1970. Ce film, qui aborde la profession médicale de façon très réaliste, rencontre le succès en RDA et marque le début d'une nouvelle manière du jeune cinéma est-allemand. Cette approche documentaire, au plus près du quotidien (Alltagsfilm), avec des personnages qui doutent, rompt avec les précédents modèles, trop idéologisés et éloignés de la vie des spectateurs.
Dans les années 1970, Lothar Warneke poursuit dans cette voie en traitant notamment le thème de l'articulation entre vie professionnelle et vie privée (Leben mit Uwe, Unser kurzes Leben). Cette façon de mettre en scène des personnages très proches de la vie réelle culmine en 1981 avec le très dépouillé L'Inquiétude : une femme proche de la quarantaine fait le bilan de sa vie, la veille d'une opération pour un cancer du sein.
Dans la deuxième moitié des années 1980, le réalisateur se distingue encore par deux films. Blonder Tango évoque les difficultés et l'isolement d'un réfugié chilien en RDA : afin de rassurer sa famille, il envoie des lettres mensongères. Enfin, avec Que l'un porte le fardeau de l'autre, Warneke revient en quelque sorte à ses passions de jeunesse. Dans un sanatorium, dans les années 1950, un officier marxiste de la Volkspolizei partage la chambre d'un vicaire évangélique. Ce compagnonnage forcé donne lieu à des débats philosophiques et politiques. En 1988, au début des mouvements de contestation, le film apparaît comme un plaidoyer pour le dialogue entre l'État et l'Église, alors seule force d'opposition légale.

## Filmographie partielle

### Comme réalisateur
- 1969 : Mit mir nicht, Madam!
- 1970 : Dr. med. Sommer II (de)
- 1972 : Es ist eine alte Geschichte (de)
- 1974 : Vivre avec Uwe (de)[2] (Leben mit Uwe)
- 1977 : Die unverbesserliche Barbara
- 1979 : Addio, piccola mia
- 1981 : Unser kurzes Leben
- 1982 : L'Inquiétude (Die Beunruhigung)
- 1984 : Eine sonderbare Liebe (de)
- 1986 : Blonder Tango (de)
- 1988 : Que l'un porte le fardeau de l'autre (Einer trage des anderen Last)

### Comme acteur
- 1965 : C'est moi le lapin (Das Kaninchen bin ich) de Kurt Maetzig
- 1965 : Wenn du groß bist, lieber Adam (de) de Egon Günther
- 1969 : Mit mir nicht, Madam! coréalisé avec Roland Oehme
- 1970 : Dr. med. Sommer II (de) de lui-même
- 1973 : Das zweite Leben des Friedrich Wilhelm Georg Platow  (de) de Siegfried Kühn
- 1974 : Leben mit Uwe (de) de lui-même
- 1977 : Die unverbesserliche Barbara de lui-même
- 1979 : Addio, piccola mia de lui-même
- 1980 : Glück im Hinterhaus (de) de Herrmann Zschoche
- 1980 : Solo Sunny de Konrad Wolf et Wolfgang Kohlhaase
- 1984 : Eine sonderbare Liebe (de) de lui-même
- 1986 : Blonder Tango (de) de lui-même

## Distinctions
En RDA, Lothar Warneke reçoit plusieurs récompenses comme le Prix d'art de la RDA en 1974, ainsi que le prix Heinrich-Greif de première classe pour deux de ses films, Dr. Med. Sommer II (1970) et L'Inquiétude (Die Beunruhigung), 1982. En 1981, il obtient le prix artistique du FDGB.
Sur le plan international, en 1986 il reçoit le prix Findling pour Blonder Tango et en 1988 ce même prix lui est attribué pour Que l'un porte le fardeau de l'autre (1988), un film présenté au 38e festival de Berlin (1989), où Manfred Möck et Jörg Pose remportent l'Ours d'argent du meilleur acteur.